# San Lucas (El Paraíso)

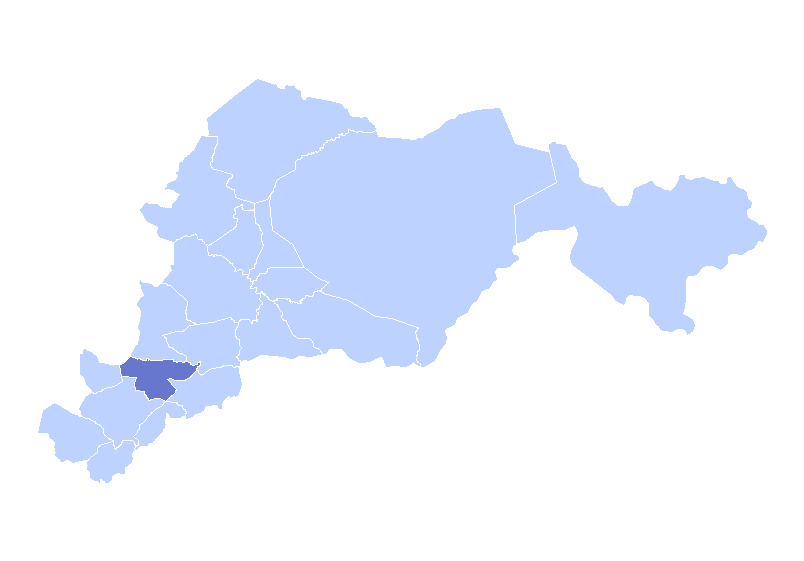
San Lucas no mapa de Honduras.

San Lucas é uma cidade hondurenha do departamento de El Paraíso.